# Plan (ekonomija)
Plan je pisani dokument koji određuje smjerove akcija, a nastao je kao rezultat procesa planiranja. Plan je također temelj za provedbu kontrole.

Povratna veza kontrole i planova, tj. planiranja se očituje u tome što se kontrolom može izvršiti korekcija plana za buduće razdoblje i na taj način kontrola utječe na plan.

## Efikasnost planova
Planovi su efikasni ako ostvaruju svoju svrhu uz razumne troškove koji se ne mjere samo vremenom, novcem ili proizvodnjom već i stupnjem individualnog i grupnog zadovoljstva.

## Vrste planova
- Misija
- Ciljevi
- Strategije
- Politike
- Procedure
- Pravila
- Programi
- Proračuni

## Elementi plana
Plan mora sadržavati:
1. cilj
2. akcije
3. sredstva (resursi)
4. implementacija

## Koraci u razvoju plana
1. biti svjestan prilika
2. postavljanje ciljeva
3. razmatranje pretpostavki planiranja
4. identificiranje alternativa
5. uspoređivanje alternativa
6. izbor alternative
7. formuliranje pratećih planova
8. kvantifikacija planova stvaranjem proračuna